# Ànec de Salvadori
L'ànec de Salvadori (Salvadorina waigiuensis) és una espècie d'ocell de la família dels anàtids (Anatidae) que habita corrents fluvials de muntanya de Nova Guinea. És l'única espècie del gènere Salvadorina.

## Descripció
Amb una longitud de 38 a 43 cm, una envergadura de 56 a 71 cm, i una massa de 342 g, L'ànec de Salvadori és un ànec petit. Els sexes tenen un plomatge similar, i els mascles són de mitjana lleugerament més grossos que les femelles.

## Distribució i hàbitat
L'ànec de Salvadori és endèmic de Nova Guinea; tot i que, segons s'informa, l'espècimen tipus es va recollir a l'illa indonèsia de Waigeo, hi ha dubtes sobre la veracitat d'aquesta afirmació, ja que l'espècie ja no s'hi troba. Resident a altituds que oscil·len entre els 500 i els 4.000 m, l'ànec de Salvadori prefereix rius i rierols de corrent ràpid, tot i que també es troba ocasionalment en llacs estancats.

## Comportament
L'ànec de Salvadori és omnívor i s'alimenta tant buscant a l'aigua com capbussant-s'hi. Menja plantes i insectes, i possiblement peixos petits.

## Taxonomia i etimologia
Quan el 1894 Walter Rothschild i Ernst Hartert van descriure per primera vegada l'ànec de Salvadori, el van situar en el gènere monotípic creat simultàniament, Salvadorina. No té cap subespècie. Inicialment, generalment es va situar amb l'ànec torrenter de Sud-amèrica i l'ànec blau de Nova Zelanda —dues espècies de nínxols ecològics similars— en una tribu anomenada Merganettini. A la dècada de 1940, Ernst Mayr va traslladar l'espècie al gènere d'ànecs Anas, basant-se en diverses característiques anatòmiques.
Els noms comuns i de gènere de l'ànec commemoren l'ornitòleg italià del segle XVIII Tommaso Salvadori. El nom de l'espècie waigiuensis fa referència a Waigeo (també conegut com a Waigiu), una illa prop de Nova Guinea.